# ویلم
ویلم (به آلمانی: Vilm) یک جزیره در آلمان است که در پوتبوس واقع شده‌است. ویلم ۳۷٫۷ متر بالاتر از سطح دریا واقع شده‌است.